# شعیب میربلوچ‌زهی
شعیب میربلوچ زهی ریگی (زادهٔ بهمن ۱۳۸۲) شهروند و زندانی سیاسی اهل ایران است که به‌خاطر داشتن چند ویدئو از خیزش ۱۴۰۱ ایران در موبایل خود، توسط قوه قضائیه جمهوری اسلامی ایران به «افساد فی‌الارض» متهم شده و در خطر اعدام قرار دارد.

## جستار های وابسته
- اعدام در ایران
- گاه‌شمار خیزش ۱۴۰۱ ایران
- احکام اعدام در خیزش ۱۴۰۱ ایران
- بازداشت‌شدگان خیزش ۱۴۰۱ ایران

## دستگیری
به گفتهٔ سازمان حقوق بشری «حال‌وش» میربلوچ‌زهی نوجوان ۱۸ ساله در تاریخ ۱۳ مهر ۱۴۰۱ یعنی پنج روز بعد از جمعه خونین زاهدان برای تهیهٔ دارو به داروخانه مراجعه می‌کند و در همان‌جا توسط مأموران امنیتی جمهوری اسلامی دستگیر می‌شود. همچنین گفته می‌شود وقتی مأموران شعیب را بازداشت می‌کنند، با بررسی تلفن همراهش، چند ویدئو از اعتراضات را پیدا می‌کنند و به بهانهٔ همین او را در بازداشت‌گاه نگه می‌دارند.

## حکم
پس از یک‌ماه بی‌خبری از شعیب میربلوچ‌زهی، اعلام می‌شود که در تاریخ ۲۹ آذرماه دادگاه او برگزار شده و به‌اتهام «افساد فی‌الارض» برای او حکم اعدام صادر شده‌است. این درحالی است که او از داشتن وکیل محروم بوده و فقط در یک دادگاه با چشم‌بند در دادگاه حاضر بوده‌است. شیراحمد شیرانی، فعال حقوق‌بشر و از مؤسسان سازمان حقوق‌بشری «حال‌وش»، در این‌باره گفته‌است: «بدون این‌که خانواده‌اش اطلاعی داشته باشند، یا اجازه داشته باشند وکیل بگیرند تا در جریان روند دادرسی قرارشان دهد، دادگاه را در یک جلسه‌ای که در آن شعیب را از زندان اعزام می‌کنند، برگزار و او را ذیل اتهام افساد فی‌الارض محکوم به اعدام می‌کند.»

### شکنجه و اعتراف اجباری
به‌گفتهٔ منابع و شاهدان عینی، شعیب میربلوچ‌زهی تحت شکنجهٔ شدید قرار داشته اعتراف اجباری کرده‌است.